# Dennys Paredes
Dennys Paredes Gomes (João Pessoa, 20 de março de 1965), é um ex-jogador brasileiro de voleibol de praia.

## Carreira
A vida esportiva de Luizão deu-se na natação , e por não ter iniciado no vôlei de quadra (indoor) como a maioria de sua geração, é considerado um dos pioneiros entre os atletas a ingressar diretamente no vôlei de praia em 1993, também foi o primeiro atleta estrangeiro a vencer uma etapa do Circuito Italiano de Vôlei de Praia.

Estreou no Circuito Mundial no ao de 1988 quando esteve ao lado de Nináhua Bezerra quando finalizaram na nona posição no Aberto do Rio de Janeiro, e com esta mesma formação de dupla melhorou uma posição no evento realizado nesta cidade no ano posterior  e também em 1990, mas na edição de 1991 terminaram na décima quarta colocação no referido evento.
Em 1991 na estreai do Circuito Brasileiro de Vôlei de Praia formava dupla com José Marco Melo e terminaram com o vice-campeonato e disputou com este atleta o Circuito Mundial de 1992 terminando na quinta posição no Aberto do Rio de Janeiro e repetiram o mesmo feito na edição de 1993.
No ano de 1994 competia com Everaldo Alves Júnior no Circuito Mundial e terminaram na nona posição no Aberto do Rio de Janeiro, na temporada de 1995 esteve ao lado de Ernesto Vogado no Aberto de Fortaleza, terminando na trigésima terceira posição.
Em 1996 jogava ao lado de Norman Guimarães e alcançaram no circuito mundial a nona posição na Série Mundial realizada em Fortaleza.No ano seguinte esteve com Eduardo Garrido no Grand Slam do Rio de Janeiro, finalizando na trigésima sétima colocação.
Na temporada de 1998 do circuito mundial terminou na décima sétima posição no Aberto de Fortaleza ao lado de Harley Marques.No Circuito Brasileiro de 1998 finalizou na quarta posição quando formava dupla com Luizão Corrêa; ainda disputaram a edição do Circuito Mundial de 1998 e foram vice-campeões na etapa Challenge de Lausana, não repetindo o feito em 1999, terminando nesta etapa na nona posição.
Na temporada 2017-18 fazia parte da comissão técnica do Rexona-Sesc-RJ na função de auxiliar geral, em 2018 estava num projeto de voleibol na Colômbia, mas foi contratado como auxiliar técnico do SESC-RJ 

## Títulos e resultados
- Challenge de Lausana do Circuito Mundial de Vôlei de Praia:1998
- Circuito Brasileiro de Vôlei de Praia:1991
- Circuito Brasileiro de Vôlei de Praia:1998

## Premiações individuais
[carece de fontes?]